# Guianodendron
Guianodendron Sch. Rodr. & A.M.G. Azevedo là một chi đơn loài đặc hữu của vùng Guiana Shield thuộc Nam mỹ. Chi này được tách ra từ chi Acosmium.